# Personnage de jeu vidéo
Un personnage de jeu vidéo est un personnage de fiction (possiblement inspiré d'une personne réelle) apparaissant dans un jeu vidéo et qui sont, selon les cas, plus ou moins contrôlables par les joueurs.

## Les différents types de personnages
Une différence est parfois faite au sein des personnages suivant qu'ils soient contrôlés, secrets ou non.

### Personnage jouable
Un personnage jouable (ou joueur) est celui que le joueur peut contrôler durant tout ou partie du jeu. Il s'agit du type de personnage le plus travaillé dans les jeux, notamment sur le graphisme, les traits de caractère.

### Personnage non joueur
Un personnage non joueur (ou non jouable) est un personnage qui n'est pas contrôlé par le joueur. Il peut s'agir d'un ennemi, d'un boss, mais aussi d'un allié, contrôlés par un IA, ou plus simplement d'un personnage avec qui le personnage jouable contrôlé peut entrer en contact, dialoguer avec ou demander un service.
La distinction entre personnage joueur et non joueur vient essentiellement du jeu de rôle. L'importance de ce personnage est notable dans sa désignation : si on connaît son nom ou sa fonction, le personnage a une certaine importance, mais s'il est anonyme, entrer en contact avec lui n'apporte rien.

### Personnage secret
Un personnage secret (ou caché) est un personnage qui est contrôlable, mais ne peut être obtenu qu'en réalisant une tâche particulière, notamment finir le jeu. Ils ne peuvent parfois n'être obtenus que via un cheat code. Certains de ces personnages sont des easter eggs.
Généralement, ces personnages ont une histoire propre, qui peut s'insérer dans la trame globale de l'histoire sans que celle-ci en soit profondément changée : par exemple, Yuffie Kisaragi et Vincent Valentine dans le jeu Final Fantasy VII.

## Mascottes
Certains personnages de jeu vidéo, ayant gagné une importante popularité, sont devenus les mascottes d'une compagnie de jeu vidéo. Le premier personnage de jeu vidéo à être entré dans la culture populaire est Pac-Man au début des années 1980. Quelques années plus tard, Mario connaît une renommée encore plus grande.
| Les célébrités de jeux vidéo | Mascotte de :    | Première apparition            | Créateur         |
| ---------------------------- | ---------------- | ------------------------------ | ---------------- |
| Lara Croft                   | Crystal Dynamics | Tomb Raider                    | Toby Gard        |
| Blupi                        | Epsitec          | Toto à la maison               | Daniel Roux      |
| Bomberman                    | Hudson Soft      | Bomberman                      | n/a              |
| Bonk (remplacé)              | TurboGrafx-16    | Bonk                           | Kobuta Aoki      |
| Captain Commando (remplacé)  | Capcom           | Captain Commando               | n/a              |
| Donkey Kong                  | Nintendo         | Donkey Kong                    | Shigeru Miyamoto |
| Fox McCloud                  | Nintendo         | Star Fox                       | Shigeru Miyamoto |
| Gex                          | 3DO              | Gex                            | n/a              |
| Kirby                        | Nintendo         | Kirby                          | Masahiro Sakurai |
| Link                         | Nintendo         | The Legend of Zelda            | Shigeru Miyamoto |
| Mario                        | Nintendo         | Donkey Kong                    | Shigeru Miyamoto |
| Megaman                      | Capcom           | Megaman                        | Keiji Inafune    |
| Mr. Pants                    | Rare             | Jet Force Gemini               | Leigh Loveday    |
| Pac-Man                      | Namco            | Pac-Man                        | Toru Iwatani     |
| Pikachu                      | Nintendo         | Pokémon                        | n/a              |
| Polygon Man (remplacé)       | PlayStation      | n/a                            | n/a              |
| The "Running Man"            | Intellivision    | n/a                            | n/a              |
| Segata Sanshiro (remplacé)   | Sega Saturn      | Segata Sanshirou Shinken Yuugi | n/a              |
| Sonic                        | Sega             | Sonic the Hedgehog             | Naoto Ōshima     |
| Samus Aran                   | Nintendo         | Metroid                        | Shigeru Miyamoto |
| Spartan John-117             | Microsoft        | Halo: Combat Evolved           | Bungie           |
| Snake                        | Konami (MSX)     | Metal Gear                     | Hideo Kojima     |
| Sackboy                      | PS3              | Little Big Planet              |                  |
| Ryo Hazuki                   | Sega (Dreamcast) | Shenmue                        | Yū Suzuki        |
| Ratchet                      | Insomniac Games  | Ratchet et Clank               | n/a              |